# 川口春奈
川口 春奈（かわぐち はるな、1995年〈平成7年〉2月10日 - ）は、日本の女優、ファッションモデル、YouTuber。愛称は、ハルル、はーちゃん。
長崎県五島市（旧福江市）出身。研音所属。

## 略歴
2007年、第11回『ニコラ』のオーディションにおいてグランプリを獲得。研音の子供部門「けんおん。」に所属した後、同年9月1日発売のニコラ2007年10月号でデビュー。
2008年10月4日から翌年3月28日まで、子供向けバラエティ番組『ファイテンション☆テレビ』のガールズコーナーにレギュラー出演。これが最初に出演したテレビ番組である。また、2009年3月に『ファイテンションテレビ』の出演者で音楽グループ「merry merry Boo」を結成、「今すぐKiss Me」をカバーした。
2009年春、三井のリハウス第13代リハウスガールに選ばれた。3月1日、子供部門「けんおん。」から研音に移動。研音のケータイサイトで日記「春な日和」が始まる。3月下旬にはオフィシャルサイトが開設された。
2009年7月9日、 Hi-Fi CAMP「だから一歩前へ踏み出して」でサッカー日本代表の中村俊輔選手と共にミュージックビデオ初出演。同曲はポカリスエット「運命の夏篇」のCM曲となった。8月上旬に「ポカリスエットを飲んで川口春奈・Hi-Fi CAMPに会おう!」のイベントで日本全国12都市を回った。
2009年10月クールのフジテレビ月9ドラマ『東京DOGS』で女優デビュー。
2010年3月13日、P&Gパンテーンドラマスペシャル『初恋クロニクル』でドラマ初主演。
2010年6月7日、10代限定のロックフェス「閃光ライオット」の2代目応援ガールとしてお披露目される。8月1日に開催された「閃光ライオット2010」では「川口春奈賞」が設けられ、山下歩が受賞した。
2010年7月30日から9月にかけて、au LISMOのCM（LISMO Fes!篇）に出演。このCMは、雑誌『CM NOW』で2010年CM大賞に選ばれた。11月2日、雑誌『日経トレンディ』が選ぶ“今年の顔”に選ばれた。
2011年、ニコラを卒業し、「今後は俳優業に専念する」と宣言した。なお、モデル業の活動はその後も行っており、「JJ」や「VOCE」など多くの雑誌で表紙を飾ったりファッション特集なども取り上げられている。
2011年7月、TBS深夜ドラマ枠「Friday Break」で放送された『桜蘭高校ホスト部』で連続ドラマに初主演。
2011年11月、第90回全国高校サッカー選手権大会の7代目応援マネージャー（イメージガール）に就任。
2012年3月17日、映画『桜蘭高校ホスト部』で映画初主演。3月20日に1st写真集『haruna』を発売、写真集は石垣島、故郷の五島列島・福江島で撮影されている。
2012年、マイナビの「【男性編】来年のスターは誰!? そろそろブレイクしそうな若手女優ランキング」で、1位に選ばれた。
2013年10月クールのTBS系木曜ドラマ9『夫のカノジョ』に主演。ゴールデン枠の連続ドラマでは初の主演となった。
2013年、ドラマ化もされた「リアル脱出ゲーム」の映画版、『マダム・マーマレードの異常な謎』に主演。「ナゾトキネマ」と銘打った観客参加型の謎解き映画として「出題編」（10月25日）と「解答編」（11月22日）に分けて公開された。
2014年10月、青山円形劇場で上演された『生きてるものはいないのか』で、初舞台にして主演。
2020年のNHK大河ドラマ『麒麟がくる』において、帰蝶（濃姫）役で出演していた沢尻エリカが放送開始前の2019年11月16日に麻薬取締法違反容疑で逮捕されたことを受け、沢尻は降板、川口を代役として起用して撮り直しが行われることになった。川口は時代劇初挑戦で、大河ドラマ初出演。12月3日、撮影を開始。放送は当初予定の2020年1月5日から2週遅れて1月19日のスタートとなった。
2020年1月31日、公式YouTubeチャンネル『はーちゃんねる』を開設し、初回は突然の生配信を実施。チャンネル登録者数は開設1か月で70万人を突破している。概ね毎週日曜日に新作動画を投稿するペースで更新を続けている。
2020年3月23日発売の『GINGER』5月号より同誌のレギュラーモデルに採用される。
2021年12月31日放送の『第72回NHK紅白歌合戦』で、大泉洋、和久田麻由子アナウンサーとともに司会を担当。前年までのように紅白と総合に役割を分けず、司会に統一する。
2022年2月、一年を通して映画・テレビで顕著な活躍をした将来有望な新人俳優に送られるエランドール賞新人賞を受賞した。
2022年度前期のNHK連続テレビ小説『ちむどんどん』にヒロインの姉・良子役で出演（朝ドラ初出演）。
2022年度後期のNHK連続テレビ小説『舞いあがれ!』では出身地の五島列島も舞台となっていることから、関連番組でナレーションを務めたほか、ドラマ本編にも2度出演した。
2023年、ディズニー&ピクサーのアニメ映画『マイ・エレメント』日本語吹き替え版で、声優初挑戦。12月、2023タレントCM起用社数ランキングで第1位（21社）となった。2023年、2024年、2025年とCMランキング1位で「CM女王」と呼ばれている。

## 人物
長崎県五島列島の福江島生まれ。中学1年から3年まで仕事へ行く際、東京への直行便がなく、博多まで船で9時間かけて行き来していた。最初は月に1回くらいだったが、だんだん週に1回になり、通うには限界が出てきて中学3年生のときに上京したと語っている。
三姉妹の末っ子であり、自身の性格を「生粋のわがまま甘えん坊寂しがりやガール」と評している。父は川口が19歳の時に他界しており、2018年の父の日にはInstagramアカウントにおいて「父に似すぎている」という自身の写真とともに亡父への思いをつづっている。
「春奈」という名前は祖父の名前の一文字「春」からきている。「奈」は姉が付けた。本当は春「菜」となる予定だったものの、母が春「奈」だと思って市役所に届けてしまった。
趣味が「海釣り」であると自ら語っており、最高で300匹釣り上げた経験もあるという。ただし、本人は泳げないし魚も触ることができない。好きな女性アーティストは加藤ミリヤ、椎名林檎、安室奈美恵。男性アーティストはEXILE、KREVA。尊敬する芸能人は事務所の先輩でもある菅野美穂。また『ヤンキー君とメガネちゃん』で共演した仲里依紗とは長崎県出身同士で仲が良い。相撲観戦も川口の趣味として知られている。
ニコラモデルになる前は子供が好きなので保育士になりたかったと語っている。2016年のインタビューでは、夢は朝ドラヒロインの座を射止めること、と答えている。
『あいつ今何してる?』に出演時、小学生からの同級生によると当時の川口は可愛さよりも面白さが上回っていた。FUJIWARAの原西孝幸の動きを真似していたので、全くモテることはなかったとのこと。その反面、中学時代は「人生最大のモテ期だった」と川口本人は語っている。
サウナ好きを公言しており、これまで自身のYouTubeチャンネルにサウナ動画を公開している。
奈緒と同一生年月日で、互いに誕生日も祝ってる。

## 出演
※役名が太字記載は主演作品

### テレビドラマ
- 東京DOGS（2009年10月19日 - 12月21日、フジテレビ） - 高倉カリン 役[52]
- 泣かないと決めた日（2010年1月26日 - 3月16日、フジテレビ） - 角田愛 役[53]
  - 絶対泣かないと決めた日〜緊急スペシャル〜（2010年7月2日）
- 初恋クロニクル（2010年3月13日、BSフジ） - 里浦美咲 役[54]
- ヤンキー君とメガネちゃん（2010年4月23日 - 6月25日、TBS） - 姫路凜風 役[55]
- 流れ星（2010年10月18日 - 12月20日、フジテレビ） - 安田瑞希 役[56]
- 桜蘭高校ホスト部（2011年7月22日 - 9月30日、TBS） - 藤岡ハルヒ 役[57]
- 白戸修の事件簿 第8話（2012年3月16日、TBS） - 藤岡ハルヒ 役[58]
- 放課後はミステリーとともに（2012年4月23日 - 6月25日、TBS） - 霧ヶ峰涼 役[59]
- GTO（2012年7月3日 - 9月11日、関西テレビ・フジテレビ系） - 相沢雅 役[60]
  - 秋も鬼暴れスペシャル（2012年10月2日）[61]
  - 正月スペシャル!冬休みも熱血授業だ（2013年1月2日）[62]
  - 完結編〜さらば鬼塚!卒業スペシャル（2013年4月2日）[63]
- ゴーイング マイ ホーム 最終話（2012年12月18日、関西テレビ・フジテレビ系） - 小林琉花 役
- 金田一少年の事件簿（日本テレビ） - ヒロイン・七瀬美雪 役[64]
  - 香港九龍財宝殺人事件（2013年1月12日） - 七瀬美雪、楊蘭（ヤン・ラン）役（一人二役）
  - 獄門塾殺人事件（2014年1月4日）[65]
  - N（neo）（2014年7月19日 - 9月20日）[66][注 3]
- シェアハウスの恋人（2013年1月16日 - 3月13日、日本テレビ） - 錦野カオル 役[67]
- ガリレオ 第2シーズン 第2章（2013年4月22日、フジテレビ） - 真瀬加奈子 役[68]
- 天魔さんがゆく（2013年7月15日 - 9月23日、TBS） - 岡崎旭 役[69]
- リアル脱出ゲーム 密室美少女 最終話（2013年9月28日、テレビ東京） - マダム・マーマレード 役
- 夫のカノジョ（2013年10月24日 - 12月12日、TBS） - 山岸星見 役[70]
- このミステリーがすごい!〜ベストセラー作家からの挑戦状〜 「残されたセンリツ」（2014年12月29日、TBS） - 多岐川真由 役[71]
- 探偵の探偵（2015年7月9日 - 9月17日、フジテレビ） - 峰森琴葉 役[72]
- 家族ノカタチ 第4話（2016年2月7日、TBS） - 入江茜 役[73]
- 桜坂近辺物語 第4夜「近辺4」（2016年3月10日、フジテレビ） - 主演[74]
- 受験のシンデレラ[75]（2016年7月10日 - 8月28日、NHK BSプレミアム） - ヒロイン・遠藤真紀 役[76]
- Chef〜三ツ星の給食〜（2016年10月13日 - 12月15日、フジテレビ） - 高山晴子 役[77]
- カインとアベル 第6話（2016年11月21日、フジテレビ） - 高山晴子 役[注 4]
- 愛してたって、秘密はある。（2017年7月16日 - 9月17日、日本テレビ） - ヒロイン・立花爽 役[79]
- アガサ・クリスティ 二夜連続ドラマスペシャル 大女優殺人事件〜鏡は横にひび割れて〜（2018年3月25日、テレビ朝日） - 谷口小雨 役[80]
- ヒモメン（2018年7月28日 - 9月8日、テレビ朝日） - ヒロイン・春日ゆり子 役[81]
- イノセンス 冤罪弁護士（2019年1月19日 - 3月23日、日本テレビ） - ヒロイン・和倉楓 役[82]
- 教場（2020年1月4日・5日、フジテレビ） - 菱沼羽津希 役[83]
  - 教場II（2021年1月3日）[84]
- 大河ドラマ 麒麟がくる（2020年1月19日 - 2021年2月7日、NHK総合） - 帰蝶（濃姫） 役[20][注 5]
- 極主夫道（2020年10月11日 - 12月13日、日本テレビ） - ヒロイン・黒田美久 役[85]
  - 極主夫道 爆笑!カチコミSP（2022年5月27日、日本テレビ）[86]
- 着飾る恋には理由があって（2021年4月20日 - 6月22日、TBS） - 真柴くるみ 役[87]
- 連続テレビ小説（NHK総合）
  - ちむどんどん（2022年4月11日 - 9月30日） - 比嘉（石川）良子 役[31]
  - 舞いあがれ! 第115回（2023年3月16日）・第125回（2023年3月30日）[33] - 野口若葉 役[88]
- silent（2022年10月6日 - 12月22日、フジテレビ） - 青羽紬 役[89][90]
- ハヤブサ消防団（2023年7月13日 - 9月14日、テレビ朝日） - ヒロイン・立木彩 役[91][92]
- 9ボーダー（2024年4月19日 - 6月21日、TBS） - 大庭七苗 役[93]
- 心はロンリー気持ちは「…」FINAL（2024年4月27日、フジテレビ） - ヒロイン・寺沢和来 役[94]
- アンサンブル（2025年1月18日 - 3月22日、日本テレビ） - 小山瀬奈 役[95]

### 映画
- もし高校野球の女子マネージャーがドラッカーの『マネジメント』を読んだら（2011年6月4日、東宝） - 宮田夕紀 役[96]
- POV〜呪われたフィルム〜（2012年2月18日、東宝） - 川口春奈 役[97]
- 映画 桜蘭高校ホスト部（2012年3月17日、ソニー・ピクチャーズ エンタテインメント） - 藤岡ハルヒ 役[98]
- ボクたちの交換日記（2013年3月23日、ショウゲート） - 甲本サクラ 役[99]
- 絶叫学級（2013年6月14日、東宝映像事業部） - 荒樹加奈 役[100][101]
- 謝罪の王様（2013年9月28日、東宝） - 清純派映画女優 役[102]
- マダム・マーマレードの異常な謎（テレビ東京） - マダム・マーマレード 役[103]
  - 出題編（2013年10月25日）
  - 解答編（2013年11月22日）
- 好きっていいなよ。（2014年7月12日、松竹） - 橘めい 役[104]
- 幕末高校生（2014年7月26日、東映） - 森野恵理 役[105]
- クリーピー 偽りの隣人（2016年6月18日、松竹、アスミック・エース） - 早紀 役[106]
- にがくてあまい（2016年9月10日、エレファントハウス） - 江田マキ 役[107][108]
- 一週間フレンズ。（2017年2月18日、松竹） - 藤宮香織 役（山﨑賢人とのW主演）[109]
- 九月の恋と出会うまで（2019年3月1日、ワーナー・ブラザース映画） - 北村志織 役（高橋一生とのW主演）[110]
- 聖地X（2021年11月19日[注 6]、ギャガ / 朝日新聞社）- ヒロイン・東要 役[111]
- 極主夫道 ザ・シネマ（2022年6月3日、ソニー・ピクチャーズ エンタテインメント） - ヒロイン・黒田美久 役[112][113][114]
- 身代わり忠臣蔵（2024年2月9日、東映） - 桔梗 役[115]
- 聖☆おにいさん THE MOVIE〜ホーリーメン VS 悪魔軍団〜（2024年12月20日、東宝） - 女子ーズ レッド 役[116]

### 吹き替え
- マイ・エレメント（2023年8月4日、ウォルト・ディズニー・スタジオ・モーション・ピクチャーズ） - エンバー・ルーメン 役[34][35]

### 舞台
- 生きてるものはいないのか（2014年10月16日 - 26日、青山円形劇場） - ミキ 役[117]
- Magician達のリファンタジ〜（2016年6月22日 - 26日、俳優座劇場、「Z-LION」第7回公演） - 小百合 役[118]

### WEBドラマ
- 恋色円舞〜こいいろワルツ〜（2010年11月5日 - 26日、LISMO Channel） - アキ 役
- ウィンターソング episode1「斉藤奈々の場合」（2011年12月15日、Facebook公式） - 斉藤奈々 役[注 7]
- ウィンターソング episode2「坂本裕子の場合」（2012年1月、facebook公式） - 斉藤奈々 役[注 7]
- POV〜志田未来のそれだけは見ラいで!〜（2011年12月2日 - 30日、LISMO Channel） - 川口春奈 役
- 桜蘭高校ホスト部〜ハルヒのハッピーバースデー大作戦〜（2012年1月6日 - 25日、LISMO Channel） - 藤岡ハルヒ 役[119]
- 愛してたって、秘密はある。 オリジナルストーリー（2017年9月17日・24日、Hulu） - 立花爽 役
- しろときいろ〜ハワイと私のパンケーキ物語〜（2018年2月28日 - 4月3日、Amazonプライム・ビデオ） - 澤野夏海 役[120]
- silent スピンオフ作品『4話エピソード0 〜紬と想と湊斗、8年前のある出来事〜』（2022年10月31日、TVer） - 青羽紬 役[121]
- 恋の妄想♡消防団（2023年8月3日 - 、TELASA） - 立木彩 役[122]
- ラブリーアンサンブル（2025年2月15日・3月22日、Hulu） - 小山瀬奈 役[123]

### インターネットテレビ
- nicola©（2009年 - 2010年、goomo）[注 8]

### バラエティ
- ファイテンションテレビ（2008年10月4日 - 2009年3月28日、テレビ東京）
- 快脳!マジかるハテナ（日本テレビ）[注 9]
- SMAP×SMAP 「本当にあった恋の話」（2013年12月2日、関西テレビ・フジテレビ） - 斉藤幸子 役[注 10]
- あいつ今何してる?（2018年3月21日）[124]
- 怒られ履歴書（2019年10月9日、フジテレビ） - 司会（内村光良と担当）[125]
- ニンゲン観察バラエティ モニタリング（2020年8月20日 - 、TBS）[126][127]

### その他のテレビ番組
- ブカツの天使（2009年4月4日 - 9月19日、日本テレビ）[注 11]
- 川口春奈の高校サッカー魂（2012年1月1日 - 9日、日本テレビ）
- ドリームデュエット（2014年7月5日、TBS） - 司会
- 川口春奈 アフリカ動物大紀行〜水が育んだ命の星〜（2018年3月18日、BS-TBS）[128]
- Going!Sports&News（2020年4月4日 - 2022年3月26日、日本テレビ） - 10周年スペシャルキャスター[129][130]
- 第72回NHK紅白歌合戦（2021年12月31日、NHK総合・ラジオ第1） - 大泉洋、和久田麻由子（NHKアナウンサー）と共に司会を務める[29]
- NHK連続テレビ小説『舞いあがれ!』関連番組（NHK総合）
  - 『舞いあがれ!』中継スペシャル（2022年10月15日、関西・九州沖縄地方の一部） - 後半ドキュメンタリーパート、ナレーション[32]
  - 『舞いあがれ!』リトルトリップ 〜五島列島・福江島（2022年10月22日） - ナレーション
- 第65回輝く! 日本レコード大賞（2023年12月30日、TBSテレビ・ラジオ） - 総合司会[131]

### CM・広告
- 三井不動産販売（現:三井不動産リアルティ）三井のリハウス（2009年3月 - 2011年） - 第13代目リハウスガール
  - 価値住宅 篇 / 宣言篇 / 価値住宅 篇 / 内見 篇（2009年3月）
- KDDI LISMO（2009年10月30日 - 2010年10月30日）
  - お散歩 篇 / ランチ 篇 / 縁側 篇（2009年10月30日）[注 12]
  - LISMO LOVES HIGH SCHOOL 篇（2010年1月29日）[注 13]
  - LISMO Fes!（2010年7月30日 - 2010年10月30日）
- 三井不動産 「& EARTH」（2010年5月24日 - 2013年4月）[132]
  - & EARTH 登場 篇（2010年5月24日）
  - & EARTH 柏の葉 編（2010年8月18日）
- 大塚製薬 ポカリスエット（2009年）
  - 初出場 篇 / 初出場・準備ばんたん 篇（2009年4月4日）[注 14]
  - 運命の夏 篇（2009年6月27日）[注 15]
- カルビー
  - じゃがりこ（2010年10月4日 - 2014年10月、2019年4月 - ）
    - 「じゃがりこ応援団」屋上 篇（2010年10月4日）
    - 「じゃがりこ応援団」校庭 篇（2011年7月）
    - 「あのCM再び」篇 / 「平成ヒストリー」篇（2019年4月8日 - ）[133]

  - とうもりこ「どうにもこうにも」篇（2018年4月16日 - ）[134][135]
  - えだまりこ「だまってたべちゃう」篇（2018年7月16日 - ）
  - シンポテト「スィン！」篇（2020年2月17日 - ）[136]
  - ポテトデラックス「ハルナデラックス」篇（2020年4月13日 - ）[137]
  - Jagabee「素材の味、ただそれだけ」篇（2020年4月27日 - ）[138]
  - miino「食べてミーノ」篇（2021年3月29日 - ）[139]
  - じゃがいもチップス「素材のおいしさ」篇（2021年9月20日 - ）[140]
  - ポテトチップス うすしお味「畑から、愛をこめて。」篇（2021年9月20日 - ）
  - ポテトチップス うすしお / のりNEW「パリッといこう」篇（2023年9月25日 - ）[141]
- P&G パンテーン（2011年4月 - 2016年3月）
  - 成海璃子さん・川口春奈さんの発見! 篇（2011年4月） - 成海璃子と共演
  - 新パンテーンシリーズ（2012年2月）
  - トリートメントだからできることするんとまとまる編（2012年11月）
  - 使うたび、髪の質感変る 篇（2013年4月）
  - トリートメント 14日間キット 篇（2013年12月）
  - 髪がキレイになれば、前を向ける編（2014年2月）
- SONY（2011年9月 - 2012年9月）
  - ブルーレイディスクレコーダー「泣く娘 篇 / ムっとする娘 篇 / ケータイに叫ぶ娘 篇」（2011年10月）
  - SONY 液晶テレビ BRAVIA 「YouTube™  篇 / Skype™ 篇」（2011年11月）
- ブリヂストンサイクル アルベルト（2011年11月 - 2014年10月）[142]
  - アルベルト通学はじめます 編
  - 機能説明 小雨 篇[143]
  - 試験場見学 篇[144]
- トヨタ自動車 PASSO（2012年2月1日、でんでらりゅうば篇） - 仲里依紗と共演[注 16]
- トヨタレンタカー 「レン旅」 20%の奇跡 篇（2016年5月 - 2018年5月）[145]
- エーザイ チョコラBBスパークリング（2012年3月 - 2013年3月）[146]
  - はじけ砲 篇[147]
  - 白雪姫 篇
- 三井住友VISAカード 三井住友プレミアムギフトカード（2012年4月 - 2014年3月）[148]
- LGエレクトロニクス au 4G LTE isaiシリーズ（2013年11月 - 2014年11月）[149]
  - isai LGL22[注 17]
    - UI 篇（2013年11月21日 - ）
    - Design 篇（2013年11月21日 - ）
    - なのに 篇（2014年3月2日 - ）

  - isai FL LGL24[注 18]
    - 大画面に「!」篇（2014年7月18日 - ）
    - 高精細に「!」篇（2014年7月18日 - ）
- JR東日本 JR SKI SKI「ぜんぶ雪のせいだ。」篇（2013年12月 - 2014年6月）[150][注 19]
  - ゲレンデマジック 篇（2013年12月3日 - ）
  - しないの? 篇（2013年12月9日 - ）
  - 冬の花火 篇（2014年1月 - ）
- ヤクルト（2014年4月 - ）
  - ミルージュ
    - ゴクゴク、ゴキュン! 篇（2014年5月27日 - ）[151][注 20]

  - ヤクルトレディ
    - 「いい毎日とヤクルトさん 笑顔」篇 / 「いい毎日とヤクルトさん 保育所」篇（2016年4月15日 - ）[152]

  - シンバイオティクス ヤクルト W
    - 「お願い」篇（2018年4月2日 - ）[153]
    - 「ハイスピードドリンク」篇 白 / 「ハイスピードドリンク」篇 紺 / 「見守る川口さん」篇（2019年1月11日 - ）[154]
    - 「コンビニ」篇（2019年6月2日 - ）[155]

  - ヤクルト1000「川口春奈」篇（2020年11月1日 - ）[156]
- リクルートジョブズ タウンワーク 「その経験は味方だ。」（2014年7月16日 - 2015年7月）[157]
  - 宣言 篇
  - デリ 篇
- 味の素（クノール食品） クノールカップスープ（2014年9月27日 - ）[158]
  - カップスープで温朝食　コーン姉篇
  - カップスープで温朝食　コーン弟篇
  - 冷たい牛乳でつくるカップスープ　夏の朝は篇（2015年5月30日 - ）[159]
- 三井住友海上火災保険（2015年10月 - 2018年3月）
  - 「はじめての自動車保険」、「1DAY保険」（2015年10月2日 - ）[160]
    - はじめてのハイウェイ 篇
    - はじめての合流 篇

  - 企業CM
    - 告白篇（2016年3月11日 - ）[161]
    - 結婚式篇（2016年11月19日 - ）[162]
    - 誕生日篇（2017年6月1日 - ）[163]
- リクルートキャリア 「リクナビ2017」（2016年2月15日 - 2016年5月）[164]
  - ブラスバンド 篇
- クラシエホームプロダクツ「いち髪」（2016年7月15日 - ）[165]
  - 「彼女の未来」篇 / 「美髪を操る女」篇（2017年3月3日 - ）[166]
  - 「ダメージからのお告げ」篇 / 「ダメージにしみわたれ」篇（2017年7月28日 - ）[167]
  - 「ダメージの居場所」篇 / 「いち髪で、まとめ髪。」篇（2018年2月23日 - ）[168]
  - 「歌シャン」篇（2019年2月22日 - ）[169]
  - 「使うたびハッピー」篇 / 「使うたびみんなハッピー」篇（2019年8月2日 - ）[170]
- Happy Elements 「ラストピリオド - 終わりなき螺旋の物語 -」（2016年10月22日 - 2017年1月）[171]
  - 「マンガワールド サクサク進む」篇
  - 「マンガワールド タイミングバトル」篇
- ジャパネットたかた（2017年1月1日 - 2019年1月）[172]
  - 企業CM「今に いいこと、もっと、ずっと」篇
  - 「応対篇」（2017年4月12日 - ）[173]
- ジンズ「JINS Switch」（2018年4月 - 2019年4月）[注 21][174]
- ライトオン（2018年9月 - ）[175]
- BBIQ
  - QTmobile「デビュー」篇（2017年3月1日 - ）[176]
  - QTmobile「新プラン」篇
- Net Ease Games 「陰陽師」（2017年6月3日 - 2017年11月）[177]
- スマートニュース（2019年2月 - ）
  - 「美肌」篇 / 「振り回される」篇 /「止まらない」篇 / 「モテ仕草」篇（2019年2月4日 - ）[178]
  - 「恋」篇 / 「予告だけで」篇 / 「泣く」篇 / 「コスメの数」篇（2019年3月1日 - ）[179]
- 東急リバブル 売買仲介事業ブランド（2019年8月 - ）
  - 「保健室の先生」篇（2019年8月6日 - ）[180]
- ネイリー（2020年1月 - ）
  - 「ネイル失敗しちゃった」篇（2020年1月29日 - ）[181]
- ノバルティスファーマ 「重症花粉症」啓発キャンペーン（2020年2月15日 - ）[182]
- カズマ「CREO」
  - 『やさしいレンズでいきますか？』篇（2020年4月1日 - ）[183]
  - 『やさしく生きていこう』篇、『やさしい強さ』篇（2021年12月1日 - ）[184]
- サントリー
  - 「ブルー」（2020年5月 - ）[185]
  - 「ザ・プレミアム・モルツ〈香る〉エール」（2022年2月 - ）[186]
  - 緑茶 伊右衛門 「特茶」（2023年4月3日 - ） - 本木雅弘と共演[187]
  - 「ジャスミン焼酎〈茉莉花〉」（2024年4月5日 - ） - kemioと共演[188]
- Lilith Games AFK アリーナ「グッジョブ」篇（2020年6月30日 - ）[189]
- エンポリオ・アルマーニ 2020秋冬広告モデル[190]
- ライオン「NONIO」（2020年7月31日 - ）[191]
- レキットベンキーザー・ジャパン ドクター・ショール メディキュット（2020年9月 - ）[192]
  - 「寝ながらフルレッグ きれいの習慣」篇（2020年9月11日 - ）
  - 「フワッとキュッとパジャマ きれいの習慣」篇（2020年9月28日 - ）
  - 「骨盤スパッツ きれいの習慣」篇（2020年11月2日 - ）
- TISインテック
  - 「マルっと事務処理」篇（2021年2月6日 - ）[193]
  - 「ここにもいたのか！観光MaaS（マース）」篇（2023年8月17日 - ）[194]
- はま寿司
  - 「大とろ祭 はまい！」篇（2021年6月10日 - ）[195]
  - 「九州うまかねた祭り」篇（2024年6月11日 - ）[196]
  - 「大切り中とろ祭り」篇（2024年11月26日 - ）[197]
- JCB「SCOOP!JCB」（2021年8月 - ） - 二宮和也と共演
  - 「セキュリティ」篇（2021年8月12日 - ）[198]
  - 「JCBのタッチ決済」篇（2021年12月15日 - ）[199]
  - 「JCBのタッチ決済 カフェ取材」篇（2022年3月17日 - ）[200]
  - 「SCOOP!JCB キャッシュバック」篇（2022年7月15日 - ）[201]
  - 「SCOOP!JCB ハロウィーンイベント潜入取材」（2022年12月14日 - ）[202]
  - 「SCOOP!JCB　夏の旅行」篇（2023年7月13日 - ）[203]
  - 「これからも、JCBで」篇（2024年7月17日 - ）[204]
  - 「いつでもどこでもJCB」篇（2024年11月26日 - ）[205]
  - 「新生活もJCBで！しりとり」篇（2025年3月12日 - ）[206]
  - 「海外旅行もJCBと！」篇（2025年8月1日 - ）[207]
- LIFULL  LIFULL HOME'S（2022年1月14日 - ）[208]
  - 大量分身ホームズくん「静かな家に引っ越したい」篇
  - 大量分身ホームズくん「通勤に便利な部屋に住みたい」篇
- ZlonGame「AZUREA-空の唄-」『AZUREA-空の唄- ひろがる幻想』篇（2022年4月1日 - ）[209]
- 熊谷組「砂場でまちづくり」篇（2022年7月16日 - ）[210]
- ニデック（日本電産）「ニデックってなんなのさ？」篇（2023年4月1日 - ）[211]
- パーソル「シェアフル」（2023年4月 - ）[212]
  - 「スキマから登場」篇（2023年4月21日 - 5月11日）
- シオノギヘルスケア「セデス」（2023年5月18日 - ）[213]
  - 「痛みに速攻。セデス・ハイシリーズ」篇
  - 「痛みのプロフェッショナル。セデスブランド」篇
- 日本製鉄（2023年10月2日 - ）
  - 「朝の体操」篇 / 「落書き」篇 / 「おねだり」篇（2023年10月2日 - ）[214]
  - 「缶が好き」篇 / 「製鉄所見学」篇 / 「ステキなクルマって」編 （2024年7月12日 - ）[215]
- NECパーソナルコンピュータ
  - LAVIE「あたらしい一歩のそばに」篇（2023年12月4日 - ）[216]
  - LAVIE SOL（2024年11月21日 - ）[217]
- アトラス（2023年12月15日 - ）
  - 「ペルソナ5 ザ・ロイヤル」[218]
  - 「『ペルソナ』シリーズブランドCM」[219][220][221]
  - 「ペルソナ3 リロード」（2024年2月1日 - ）[222]
- 森永乳業「ギリシャヨーグルト パルテノ」
  - 「もう戻れない」篇（2024年1月30日 - ）[223]
- &be「Believe in yourself」（2024年4月29日 - ）[224]
- Softbank「LINEMOベストプラン」
  - 「いいじゃない/ダンス」篇 / 「いいじゃない/トーク」篇（2024年7月30日 - ）[225]
- ENEOS
  - 「いかなきゃ給油訴求」篇（2024年8月24日 - ）[226]
  - 「カーライフ◯年生 燃費」篇 / 「カーライフ◯年生 マイカー」篇 / 「カーライフ◯年生 1800万」篇（2025年8月8日 - ）[227]
- eBay Japan「Qoo10」
  - 「まずはメガ割見てみなきゃ」篇（2024年8月31日 - ）[228]
- グロップ
  - 「グロップ Serendipity」篇（2024年12月24日 - ）[229]
  - 「グロップ NEO江戸」篇（2025年6月6日 - ）[230]
- プーマジャパン FOREVER. ONE-LINE.
  - 「ショッピング」篇 / 「トレーニング」篇（2025年2月19日 - ）[231]

### ミュージック・ビデオ
- Hi-Fi CAMP 「だから一歩前へ踏み出して」（2009年8月5日）
- 初音 「また逢いたい」（2010年2月10日）
- WISE 「By your side feat. 西野カナ」（2011年3月16日）[注 22]
- 伊藤祥平「WE ARE YOUNG（featuring 川口春奈）」（2013年2月6日）[232]
- BLUE ENCOUNT「ハミングバード」（2020年4月23日）[233]

### ラジオ
- SCHOOL OF LOCK!（TOKYO FM）
  - FRIDAY（2010年7月23日）
  - GIRLS LOCKS!（2012年4月16日 - 2015年3月19日） - 3週目パーソナリティ[234]

### ゲーム
- WCCF13-14（セガ・インタラクティブ、2014年稼働） - 秘書 役[235]

### ウェブ
- オリコンスタイル「キラキラガール」
- MSNテレビ インタビュー（2009年8月27日 - 10月24日）
- 泣かないと決めた日 - 川口春奈のドキドキ現場ルポ
- Web De☆View Girls☆インタビュー
  - 「初恋クロニクル」でドラマ初主演（Part.1, Part.2）
  - LISMOドラマ「恋色円舞」出演（part1, part2）
- テレビドガッチインタビュー Vol.186（2010年3月8日）
- 流れ星 - 川口春奈のケータイ日記
- Houyhnhnm vol.200 36/45（2011年5月）

### イベント
- ポカリスエットを飲んで川口春奈・Hi-Fi CAMPに会おう!（2009年8月上旬、全国12都市）
- nicola×ハルル×レピピコラボアイテム販売イベント（2010年3月20日、コレクトポイント大阪心斎橋店 3階）[236]
- & EARTH LIVE（2010年7月25日、東京ミッドタウン）
- 閃光ライオット 2010（2010年8月1日、東京ビッグサイト西棟駐車場 野外特設ステージ）
- 川口春奈ファーストファンイベント「卒業」（2013年3月20日、時事通信ホール）
- 川口春奈ファンイベント2014（2014年3月16日、時事通信ホール）
- 川口春奈ファンイベント2015（2015年2月8日、時事通信ホール）
- 川口春奈ファンイベント2016（2016年3月26日、時事通信ホール）
- 川口春奈ファンイベント2017〜10th Anniversary〜（2017年3月25日、時事通信ホール）
- 川口春奈ファンイベント2018（2018年3月10日、品川グランドホール）

## 出版

### 雑誌連載
- ニコラ（新潮社、2007年10月号 - 2011年5月号）- 専属モデル
- 週刊ザテレビジョン（角川マーケティング、2009年41 - 44号）連載「はるうらランキング」（全4回）
- B.L.T.（東京ニュース通信社、2011年6月号 - 2014年）連載「そのまんまはるな」
- GINGER（幻冬舎、2020年5月号 - ）- レギュラーモデル

### ムック
- CM美少女 U-19 SELECTION100 2010（玄光社、2010年4月21日）ISBN 978-4-7683-0305-4
- 天使の素顔 〜話題の美少女フォト&インタビュー〜（玄光社、2010年8月27日）- 表紙 ISBN 978-4-7683-0317-7
- 川口春奈×repipi armarioブランドおしゃれBOOK（新潮社、2010年10月30日 編集：nicola特別編集）ISBN 978-4-10-790225-2
- CM美少女 U-19 SELECTION100 -2011-（玄光社、2011年5月18日）ISBN 978-4-7683-0338-2
- 川口春奈フォトブック「そのまんまはるな」（東京ニュース通信社、2014年3月31日）ISBN 978-4-86336-390-8

### 写真集
- haruna0（ワニブックス、2012年3月20日、撮影：長野博文）ISBN 978-4-8470-4445-8
- haruna2（ワニブックス、2013年3月24日、撮影：長野博文）ISBN 978-4-8470-4529-5
- haruna3（ワニブックス、2015年2月10日、撮影：長野博文、佐藤裕之）ISBN 978-4-8470-4724-4
- re:start（東京ニュース通信社、2017年3月1日、撮影：富取正明）ISBN 978-4-86336-630-5[237]

### デジタル写真+ムービー作品集
- Memoire...川口春奈（2012年10月22日、ファンプラス・GザテレビジョンPLUS配信、撮影：MARCO、動画：三浦洋平）

### カレンダー
- 川口春奈 2010年カレンダー（株式会社ハゴロモ、2009年11月16日）
- 川口春奈 2012年カレンダー（株式会社ハゴロモ、2011年11月16日）
- 川口春奈 2013年カレンダー（ワニブックス、2012年10月21日）ISBN 978-4-8470-4498-4
- 川口春奈 2014年カレンダー（ワニブックス、2013年10月15日）ISBN 978-4-8470-4585-1
- 川口春奈 2015年カレンダー（ワニブックス、2014年9月27日）ISBN 978-4-8470-4685-8
- 川口春奈カレンダー2016（東京ニュース通信社、2015年10月9日）ISBN 978-4-86336-497-4
- 川口春奈 CALENDAR2017（東京ニュース通信社、2017年2月10日）ISBN 978-4-86336-629-9[237]

## 受賞歴
- 2022年
  - エランドール賞 「新人賞（TVガイド賞）」[238]
- 2023年
  - 第114回ザテレビジョンドラマアカデミー賞 主演女優賞（『silent』）[239]
  - 東京ドラマアウォード2023 主演女優賞（『silent』）[240]
  - 第32回TV-LIFE年間ドラマ大賞 主演女優賞（『silent』）[241]
  - anan AWARD 2023 俳優部門[242]
  - 第52回ベストドレッサー賞 芸能部門[243]
  - 2023 美的ベストコスメ大賞「ベストビューティ」美的GRAND ベストビューティウーマン[244]